# Immenhof-Filme
Die Immenhof-Filme sind eine Reihe deutscher Heimat- und Pferdefilme, die zwischen 1955 und 1974 in die Kinos kamen und auf dem namensgebenden fiktiven Gut Immenhof in Schleswig-Holstein spielen. Sie basieren auf dem Roman Dick und Dalli und die Ponies von Ursula Bruns. In den 1950er Jahren entstand zunächst eine erfolgreiche Filmtrilogie, der in den frühen 1970er Jahren zwei weitere Filme folgten. Am 17. Januar 2019 kam eine Neuinterpretation unter dem Titel Immenhof – Das Abenteuer eines Sommers in die Kinos.

## Produktionsgeschichte
Nach dem Erfolg des Romans Dick und Dalli und die Ponies von Ursula Bruns erwarb Gero Wecker die Filmrechte daran für seine Arca-Filmproduktion GmbH in Göttingen. Da Wecker mit anderen Projekten beschäftigt war, übernahm seine Frau Carola Bornée die Herstellungsleitung des Films. Der Erfolg des 1955 in die Kinos gekommenen Immenhof-Erstlings Die Mädels vom Immenhof führte bis 1957 zu zwei Fortsetzungen, wobei verschiedene Regisseure die künstlerische Leitung innehatten. 16 Jahre später nahm Wecker die Produktion der Immenhof-Filme wieder auf, die mit seinem Tod endete.
Hingegen knüpft die Handlung der ZDF-Familienserie Immenhof, die in den Jahren 1993 bis 1995 gedreht wurde, inhaltlich nicht an die fünf Immenhof-Filme an. Die Ereignisse der Filmreihe werden in der Serie nicht erwähnt und widersprechen sogar teilweise der Serienhandlung.

## Filme
- 1955: Die Mädels vom Immenhof
- 1956: Hochzeit auf Immenhof
- 1957: Ferien auf Immenhof
- 1973: Die Zwillinge vom Immenhof
- 1974: Frühling auf Immenhof
- 2019: Immenhof – Das Abenteuer eines Sommers
- 2022: Immenhof – Das große Versprechen

## Drehorte

### „Immenhof“ (1955 bis 1957)

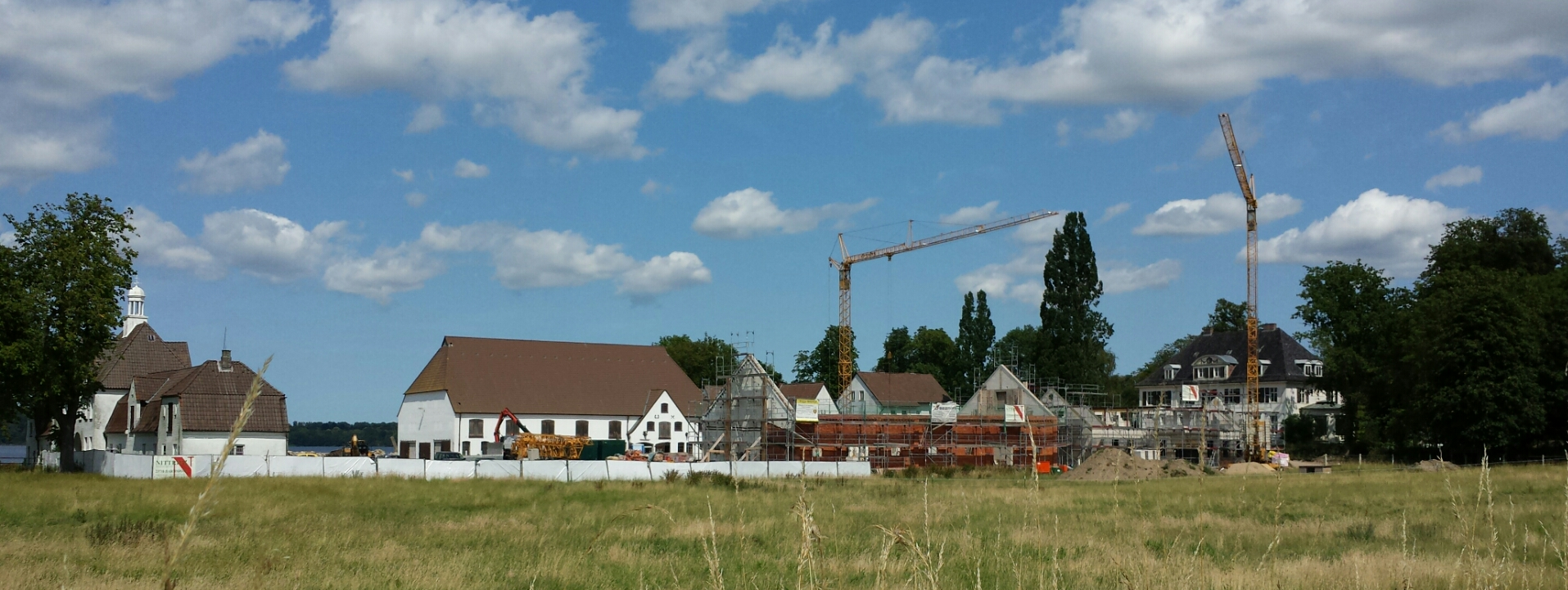
Gut Rothensande bei Malente (Aufnahme 2015)

Für die zwischen 1955 und 1957 gedrehte Filmtrilogie diente das Gut Rothensande bei Malente im Kreis Ostholstein als Drehort für Außenaufnahmen.
Auch die übrigen Außendrehorte der ersten drei Immenhof-Filme fanden sich im Malenter Umland. Gedreht wurde in Eutin, Lübeck, Malente, Niendorf und Plön. Die Innenaufnahmen des Immenhof-Wohnhauses wurden hingegen im Studio gedreht.

### Immenhof (1973 und 1974)
Die Immenhof-Filme der Jahre 1973 und 1974 wurden nicht mehr auf dem Gut Rothensande, sondern größtenteils auf Gut Kletkamp sowie zum Teil auf dem Hof Radlandsichten bei Timmdorf gedreht. Gut Kletkamp diente als Kulisse für die Außenaufnahmen, der Hof Radlandsichten (Standort: 54,181° N, 10,5181° O) für die Innenaufnahmen. Das für die Filmaufnahmen benutzte Wohnzimmer ist dort noch im Originalzustand erhalten.

### Forsthaus Dodau
(Standort: 54,13809° N, 10,55512° O)
Das Forsthaus Dodau gehört zum Betriebsgelände der staatlichen Försterei Dodau der Landesforstverwaltung Schleswig-Holstein. Im Film ist es der Wohnsitz des Reitlehrers Jochen von Roth. Eine Besichtigung der baulichen Anlagen ist nicht möglich. Ein Wanderweg führt an dem Gelände vorbei, die baulichen Anlagen sind in fast unverändertem Zustand erhalten. Es liegt circa drei Kilometer von Eutin entfernt in unmittelbarer Nachbarschaft der Bräutigamseiche.

### Badestelle am Redderkrug
Die Badestelle am Redderkrug befindet sich am äußersten Ende des Großen Eutiner Sees. In den Ästen der alten Buche am Redderkrug hing im Film Ethelberts Reiteruniform.
Von der Buche blieb nach einem Blitzschlag zunächst nur ein Stumpen übrig, mittlerweile ist sie komplett verschwunden. Der frühere Drehort hat aber auch ohne den Baum einen hohen Wiedererkennungswert, das Gelände ist in Privatbesitz und nicht frei zugänglich.

### Hochzeitskirche
(Standort: 54,174° N, 10,5595° O)
Die Hochzeit von Jochen und Margot im Film Hochzeit auf Immenhof (1956) wurde an und in der evangelischen Maria-Magdalenen-Kirche in Malente gedreht. Die Trauungszeremonie im Film führte der echte Pfarrer durch, was zu einem kleinen Skandal führte: Nicht wenige behaupteten, auch eine gespielte Trauung hätte zumindest religiöse Auswirkungen – bis Schauspieler Paul Klinger (Darsteller des Jochen von Roth) öffentlich erklärte, dass er und Karin Andersen  (Darstellerin der Margot Hallgarten / von Roth) bereits seit Jahren tatsächlich verheiratet seien.
Die Kirche befindet sich in der Ortsmitte von Malente und ist gegenüber dem Zustand von 1956 weder außen noch innen verändert, auch die Altarleuchter sind noch vorhanden.

### Grundschule
Die Schulszenen mit den Zwillingen Billy und Bobby wurden in der Grundschule Malente aufgenommen. Die Klassenräume sind noch unverändert vorhanden.

## Soundtrack
- Soundtrack: Für immer Immenhof, Bear-Family BCD 16644 AS, ISBN 3-89916-015-0, mit der Filmmusik aus den ersten drei Filmen